# Montgaillard-Lauragais
Pour les articles homonymes, voir Montgaillard.
Montgaillard-Lauragais est une commune française située dans l'est du département de la Haute-Garonne, en région Occitanie.
Sur le plan historique et culturel, la commune est dans le Lauragais, l'ancien « Pays de Cocagne », lié à la fois à la culture du pastel et à l’abondance des productions, et de « grenier à blé du Languedoc ». Exposée à un climat océanique altéré, elle est drainée par l'Hers-Mort, la Grasse, le Marès, le ruisseau des Barelles et par divers autres petits cours d'eau.
Montgaillard-Lauragais est une commune rurale qui compte 689 habitants en 2022, après avoir connu une forte hausse de la population depuis 1975. Elle fait partie de l'aire d'attraction de Toulouse..
Ses habitants sont appelés les Montgaillardais et les Montgaillardaises.

## Géographie

### Localisation
La commune de Montgaillard-Lauragais se trouve dans le département de la Haute-Garonne, en région Occitanie.
Elle se situe à 28 km à vol d'oiseau de Toulouse, préfecture du département, et à 25 km de Revel, bureau centralisateur du canton de Revel dont dépend la commune depuis 2015 pour les élections départementales.
La commune fait en outre partie du bassin de vie de Villefranche-de-Lauragais.
Les communes les plus proches sont : 
Saint-Rome (2,5 km), Villenouvelle (2,9 km), Trébons-sur-la-Grasse (2,9 km), Mauremont (3,3 km), Villefranche-de-Lauragais (3,9 km), Cessales (4,6 km), Vallègue (4,6 km), Gardouch (4,6 km).
Sur le plan historique et culturel, Montgaillard-Lauragais fait partie du Lauragais, occupant une vaste zone, autour de l’axe central que constitue le canal du Midi, entre les agglomérations de Toulouse au nord-ouest et Carcassonne au sud-est et celles de Castres au nord-est et Pamiers au sud-ouest. C'est l'ancien « Pays de Cocagne », lié à la fois à la culture du pastel et à l’abondance des productions, et de « grenier à blé du Languedoc ».
Montgaillard-Lauragais est limitrophe de cinq autres communes.
Les communes limitrophes sont  Mauremont, Saint-Rome, Trébons-sur-la-Grasse, Vallègue, Villefranche-de-Lauragais et Villenouvelle.
|               | Mauremont                 | Trébons-sur-la-Grasse |
| Villenouvelle | Montgaillard-Lauragais    | Vallègue              |
| Saint-Rome    | Villefranche-de-Lauragais |                       |

### Géologie et relief
La superficie de la commune est de 1 112 hectares ; son altitude varie de 164  à   259 mètres.

### Hydrographie

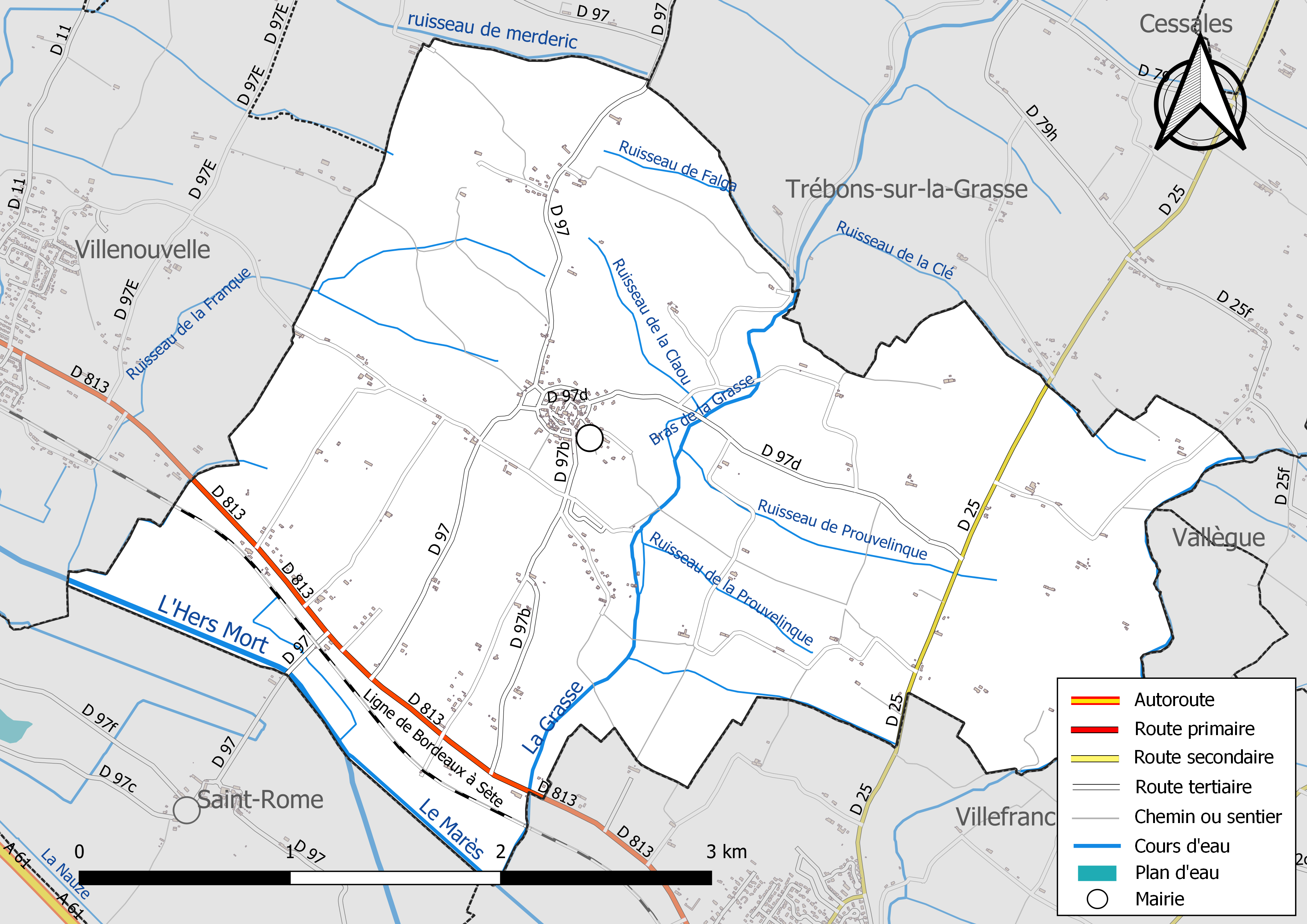
Carte des réseaux hydrographique et routier de Montgaillard-Lauragais.

La commune est dans le bassin de la Garonne, au sein du bassin hydrographique Adour-Garonne. Elle est drainée par l'Hers-Mort, la Grasse, le Marès, le ruisseau des Barelles, un bras de la Grasse, un bras du Ruisseau la Grasse, le ruisseau de Falga, le ruisseau de la Claou, le ruisseau de la Clé, le ruisseau de la Franque, le ruisseau de la Prouvelinque, le ruisseau d'en Dax, le ruisseau de Prouvelinque et par divers petits cours d'eau, constituant un réseau hydrographique de 19 km de longueur totale,.
L'Hers-Mort, d'une longueur totale de 89,3 km, prend sa source dans la commune de Laurac (11) et s'écoule du sud-est vers le nord-ouest. Il traverse la commune et se jette dans la Garonne à Grenade, après avoir traversé 40 communes.
La Grasse, d'une longueur totale de 18 km, prend sa source dans la commune des Les Cassés (11) et s'écoule vers l'ouest puis se réoriente vers le sud-ouest. Elle se jette dans le Marès sur le territoire communal, après avoir traversé 11 communes.
Le Marès, d'une longueur totale de 12,7 km, prend sa source dans la commune d'Avignonet-Lauragais et s'écoule du sud-est vers le nord-ouest. Il se jette dans l'Hers-Mort sur le territoire communal, après avoir traversé 4 communes.

### Climat
Pour des articles plus généraux, voir Climat de l'Occitanie et Climat de la Haute-Garonne.
En 2010, le climat de la commune est de type climat du Bassin du Sud-Ouest, selon une étude s'appuyant sur une série de données couvrant la période 1971-2000. En 2020, Météo-France publie une typologie des climats de la France métropolitaine dans laquelle la commune est exposée à un climat océanique altéré et est dans la région climatique Aquitaine, Gascogne, caractérisée par une pluviométrie abondante au printemps, modérée en automne, un faible ensoleillement au printemps, un été chaud (19,5 °C), des vents faibles, des brouillards fréquents en automne et en hiver et des orages fréquents en été (15 à 20 jours).
Pour la période 1971-2000, la température annuelle moyenne est de 13,1 °C, avec une amplitude thermique annuelle de 15,6 °C. Le cumul annuel moyen de précipitations est de 732 mm, avec 9,8 jours de précipitations en janvier et 5,6 jours en juillet. Pour la période 1991-2020, la température moyenne annuelle observée sur la station météorologique la plus proche, située sur la commune de Ségreville à 8 km à vol d'oiseau, est de 13,4 °C et le cumul annuel moyen de précipitations est de 747,6 mm,. Pour l'avenir, les paramètres climatiques de la commune estimés pour 2050 selon différents scénarios d'émission de gaz à effet de serre sont consultables sur un site dédié publié par Météo-France en novembre 2022.

### Milieux naturels et biodiversité
Aucun espace naturel présentant un intérêt patrimonial n'est recensé sur la commune dans l'inventaire national du patrimoine naturel,,.

## Urbanisme

### Typologie
Au 1er janvier 2024, Montgaillard-Lauragais est catégorisée commune rurale à habitat dispersé, selon la nouvelle grille communale de densité à sept niveaux définie par l'Insee en 2022.
Elle est située hors unité urbaine. Par ailleurs la commune fait partie de l'aire d'attraction de Toulouse, dont elle est une commune de la couronne,. Cette aire, qui regroupe 527 communes, est catégorisée dans les aires de 700 000 habitants ou plus (hors Paris),.

### Occupation des sols
L'occupation des sols de la commune, telle qu'elle ressort de la base de données européenne d’occupation biophysique des sols Corine Land Cover (CLC), est marquée par l'importance des territoires agricoles (97,6 % en 2018), une proportion identique à celle de 1990 (97,6 %). La répartition détaillée en 2018 est la suivante : 
terres arables (89,9 %), zones agricoles hétérogènes (7,3 %), forêts (2,4 %), prairies (0,4 %). L'évolution de l’occupation des sols de la commune et de ses infrastructures peut être observée sur les différentes représentations cartographiques du territoire : la carte de Cassini (XVIIIe siècle), la carte d'état-major (1820-1866) et les cartes ou photos aériennes de l'IGN pour la période actuelle (1950 à aujourd'hui).

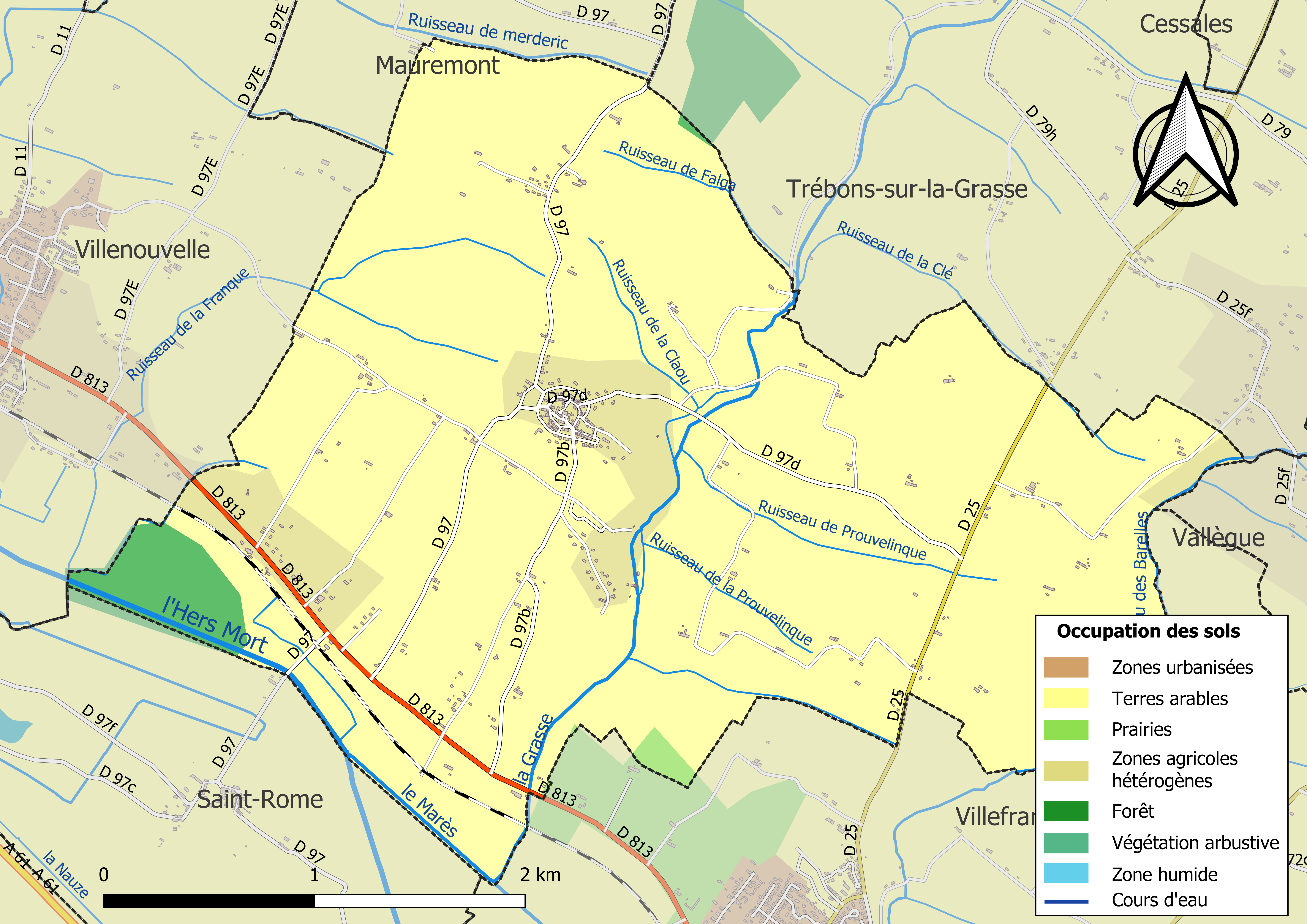
Carte des infrastructures et de l'occupation des sols de la commune en 2018 (CLC).

### Voies de communication et transports
Accès par la route départementale 813.

### Risques majeurs
Le territoire de la commune de Montgaillard-Lauragais est vulnérable à différents aléas naturels : météorologiques (tempête, orage, neige, grand froid, canicule ou sécheresse), inondations et séisme (sismicité très faible). Il est également exposé à un risque technologique, la rupture d'un barrage. Un site publié par le BRGM permet d'évaluer simplement et rapidement les risques d'un bien localisé soit par son adresse soit par le numéro de sa parcelle.

#### Risques naturels
Certaines parties du territoire communal sont susceptibles d’être affectées par le risque d’inondation par débordement de cours d'eau, notamment le Marès et la Grasse. La commune a été reconnue en état de catastrophe naturelle au titre des dommages causés par les inondations et coulées de boue survenues en 1982, 1996, 1998, 1999, 2000, 2006, 2009 et 2022,.

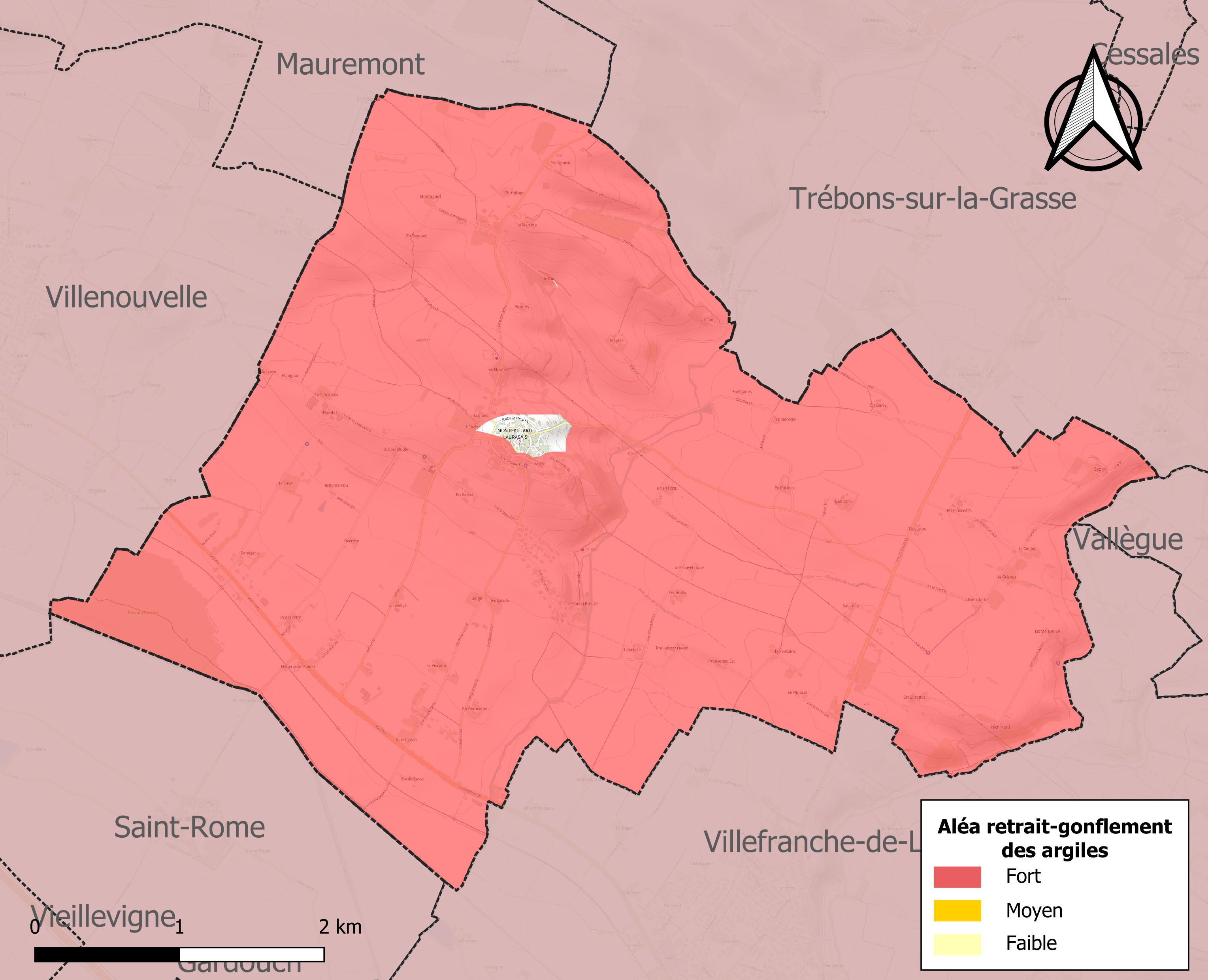
Carte des zones d'aléa retrait-gonflement des sols argileux de Montgaillard-Lauragais.

Le retrait-gonflement des sols argileux est susceptible d'engendrer des dommages importants aux bâtiments en cas d’alternance de périodes de sécheresse et de pluie. 99,4 % de la superficie communale est en aléa moyen ou fort (88,8 % au niveau départemental et 48,5 % au niveau national). Sur les 273 bâtiments dénombrés sur la commune en 2019, 231 sont en aléa moyen ou fort, soit 85 %, à comparer aux 98 % au niveau départemental et 54 % au niveau national. Une cartographie de l'exposition du territoire national au retrait gonflement des sols argileux est disponible sur le site du BRGM,.
Par ailleurs, afin de mieux appréhender le risque d’affaissement de terrain, l'inventaire national des cavités souterraines permet de localiser celles situées sur la commune.
Concernant les mouvements de terrains, la commune a été reconnue en état de catastrophe naturelle au titre des dommages causés par la sécheresse en 2003 et 2016 et par des mouvements de terrain en 1999.

#### Risques technologiques
La commune est en outre située en aval du barrage de l'Estrade sur la Ganguise (département de l'Aude). À ce titre elle est susceptible d’être touchée par l’onde de submersion consécutive à la rupture de cet ouvrage.

## Histoire
Durant la Seconde Guerre mondiale, la commune accueille des expulsés mosellans de Moyenvic.

## Politique et administration

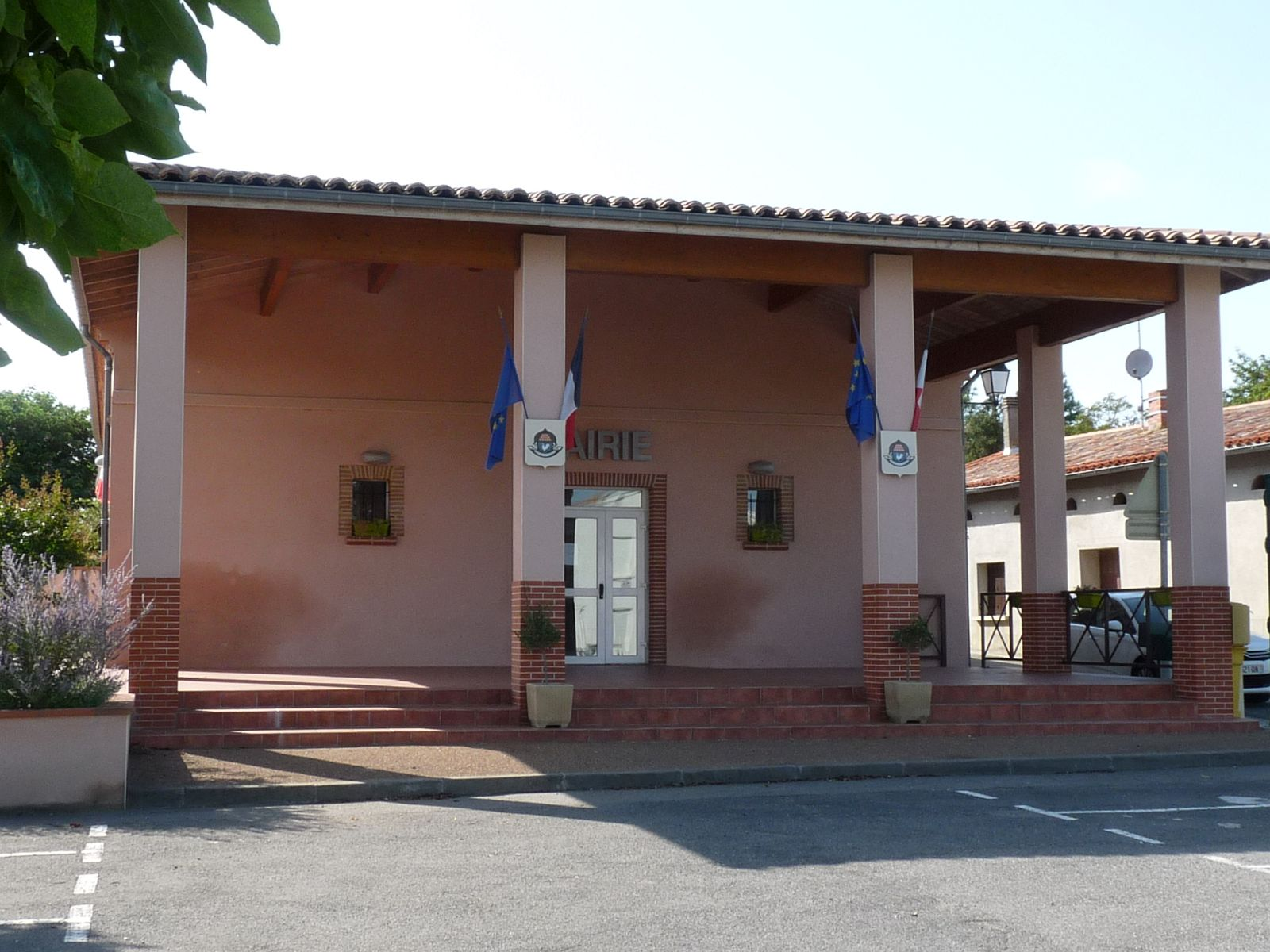
La mairie

### Administration municipale
Le nombre d'habitants au recensement de 2011 étant compris entre 500 et 1 499 habitants, le nombre de membres du conseil municipal pour l'élection de 2014 est de quinze,.

### Rattachements administratifs et électoraux
Commune faisant partie de la septième circonscription de la Haute-Garonne de la communauté de communes des Terres du Lauragais et du canton de Revel (avant le redécoupage départemental de 2014, Montgaillard-Lauragais faisait partie de l'ex-canton de Villefranche-de-Lauragais) et avant le 1er janvier 2017 elle faisait partie de la communauté de communes Cap-Lauragais.

### Liste des maires
| Période                                  | Période       | Identité     | Étiquette | Qualité       |
| ---------------------------------------- | ------------- | ------------ | --------- | ------------- |
| Les données manquantes sont à compléter. |               |              |           |               |
| mars 1977                                | mars 2001     | Léon Oustric | PCF       |               |
| mars 2001                                | novembre 2015 | Pascal Jan   | DVG       |               |
| 2015                                     | En cours      | Bruno Mouyon |           | Fonctionnaire |

Le maire en exercice, Pascal Jan, décède le 2 novembre 2015.

## Population et société

### Démographie
L'évolution du nombre d'habitants est connue à travers les recensements de la population effectués dans la commune depuis 1793. Pour les communes de moins de 10 000 habitants, une enquête de recensement portant sur toute la population est réalisée tous les cinq ans, les populations de référence des années intermédiaires étant quant à elles estimées par interpolation ou extrapolation. Pour la commune, le premier recensement exhaustif entrant dans le cadre du nouveau dispositif a été réalisé en 2005.

En 2022, la commune comptait 689 habitants, en évolution de −7,52 % par rapport à 2016 (Haute-Garonne : +8,02 %, France hors Mayotte : +2,11 %).
| 1793 | 1800 | 1806 | 1821 | 1831 | 1836 | 1841 | 1846 | 1851 |
| ---- | ---- | ---- | ---- | ---- | ---- | ---- | ---- | ---- |
| 115  | 650  | 741  | 652  | 667  | 727  | 750  | 719  | 675  |

| 1856 | 1861 | 1866 | 1872 | 1876 | 1881 | 1886 | 1891 | 1896 |
| ---- | ---- | ---- | ---- | ---- | ---- | ---- | ---- | ---- |
| 631  | 595  | 571  | 586  | 536  | 524  | 520  | 504  | 442  |

| 1901 | 1906 | 1911 | 1921 | 1926 | 1931 | 1936 | 1946 | 1954 |
| ---- | ---- | ---- | ---- | ---- | ---- | ---- | ---- | ---- |
| 423  | 411  | 411  | 360  | 353  | 334  | 344  | 362  | 357  |

| 1962 | 1968 | 1975 | 1982 | 1990 | 1999 | 2005 | 2006 | 2010 |
| ---- | ---- | ---- | ---- | ---- | ---- | ---- | ---- | ---- |
| 360  | 321  | 434  | 459  | 528  | 547  | 637  | 643  | 633  |

| 2015 | 2020 | 2022 | - | - | - | - | - | - |
| ---- | ---- | ---- | - | - | - | - | - | - |
| 732  | 695  | 689  | - | - | - | - | - | - |

| selon la population municipale des années : | 1968 | 1975 | 1982 | 1990 | 1999 | 2006 | 2009 | 2013 |
| Rang de la commune dans le département      | 223  | 185  | 193  | 196  | 203  | 200  | 206  | 208  |
| Nombre de communes du département           | 592  | 582  | 586  | 588  | 588  | 588  | 589  | 589  |

### Enseignement
Montgaillard-Lauragais fait partie de l'académie de Toulouse.

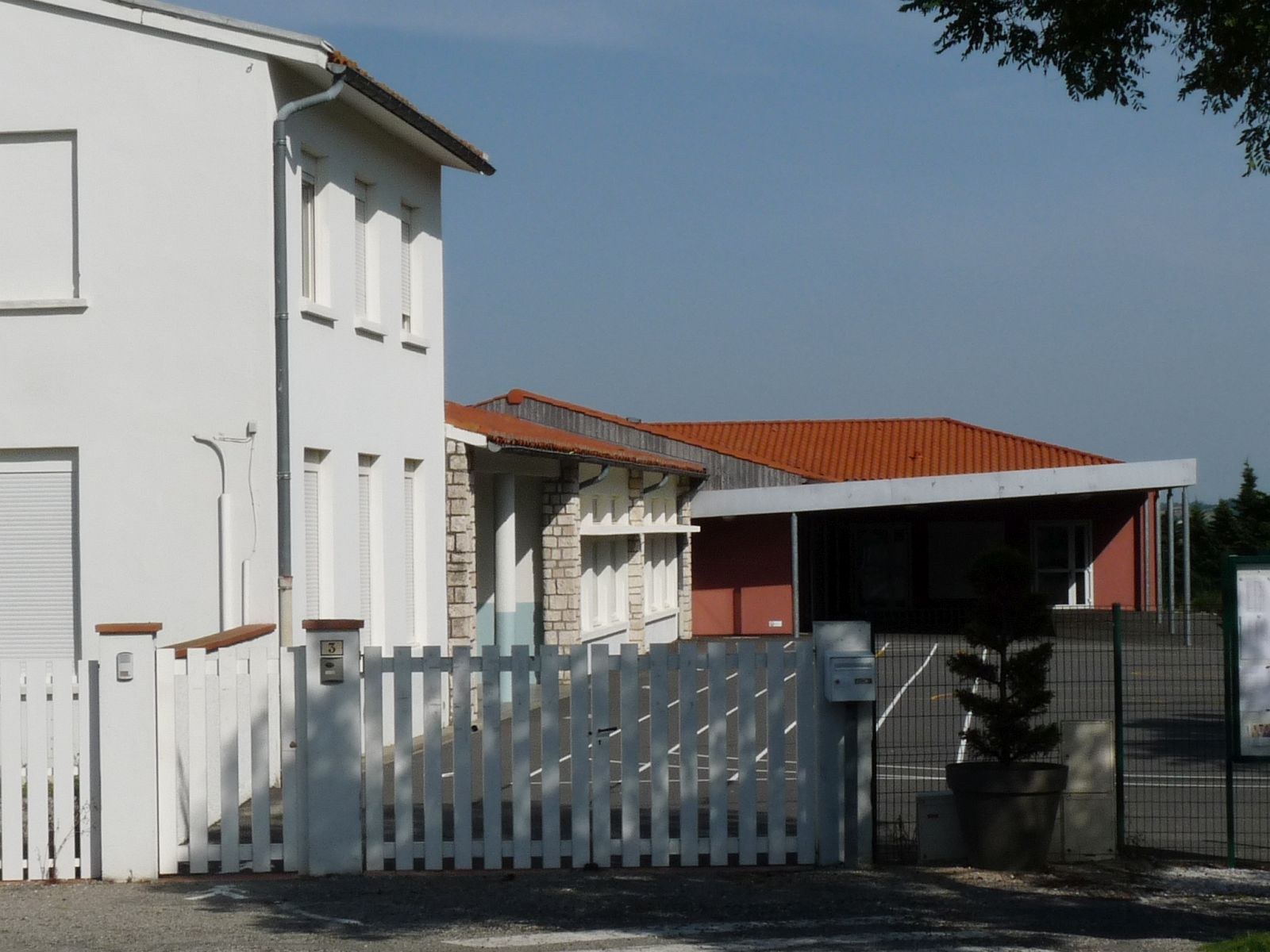
L'école
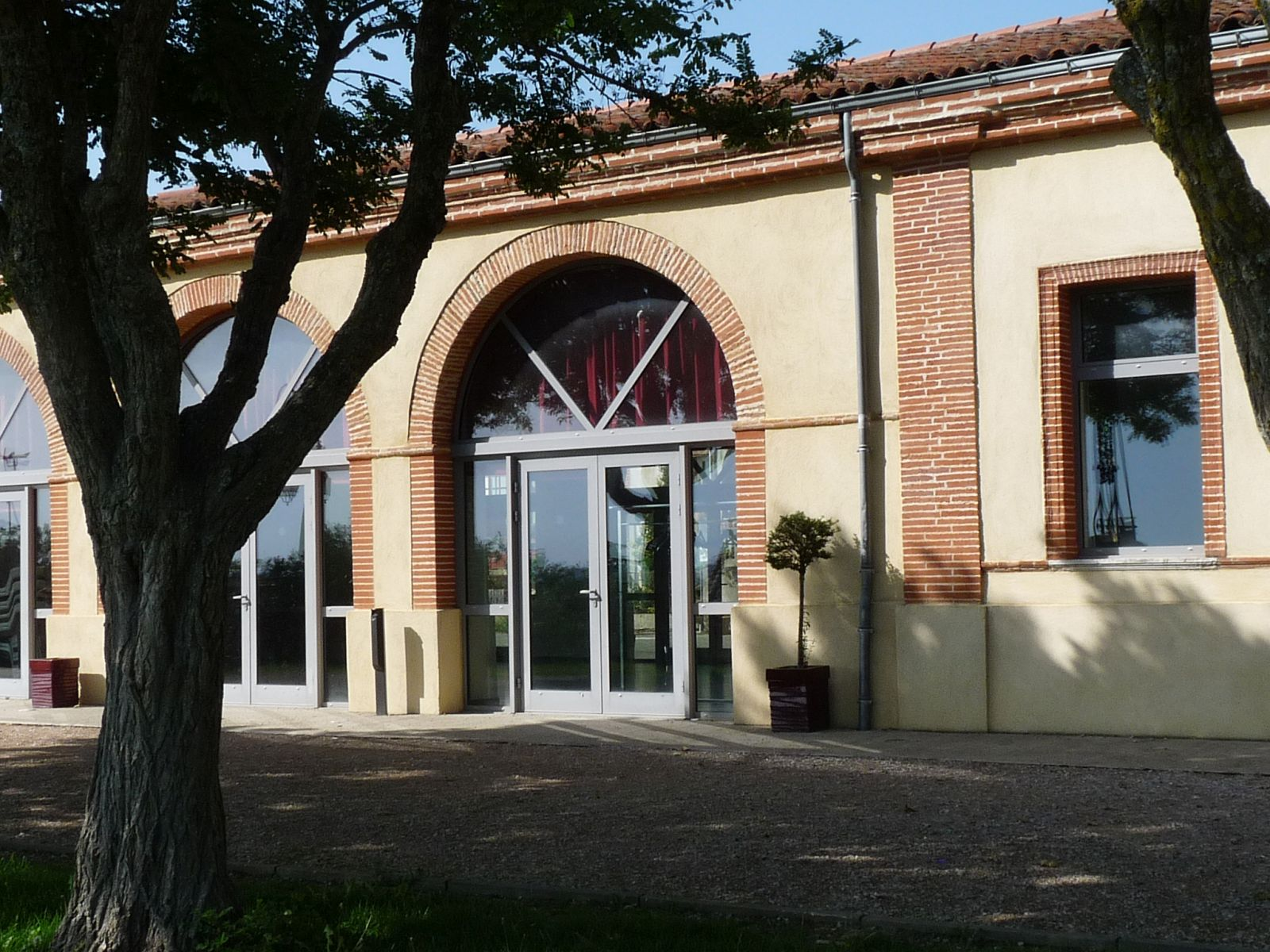
La salle des fêtes

### Activités sportives
Chasse, pétanque,

## Économie

### Revenus
En 2018  (données Insee publiées en septembre 2021), la commune compte 267 ménages fiscaux, regroupant 759 personnes. La médiane du revenu disponible par unité de consommation est de 23 980 € (23 140 € dans le département).

### Emploi
|                | 2008  | 2013  | 2018  |
| -------------- | ----- | ----- | ----- |
| Commune        | 5,6 % | 5,4 % | 3,8 % |
| Département    | 7,7 % | 9,6 % | 9,3 % |
| France entière | 8,3 % | 10 %  | 10 %  |

En 2018, la population âgée de 15 à 64 ans s'élève à 470 personnes, parmi lesquelles on compte 75,9 % d'actifs (72,2 % ayant un emploi et 3,8 % de chômeurs) et 24,1 % d'inactifs,. Depuis 2008, le taux de chômage communal (au sens du recensement) des 15-64 ans est inférieur à celui de la France et du département.
La commune fait partie de la couronne de l'aire d'attraction de Toulouse, du fait qu'au moins 15 % des actifs travaillent dans le pôle,. Elle compte 69 emplois en 2018, contre 95 en 2013 et 86 en 2008. Le nombre d'actifs ayant un emploi résidant dans la commune est de 342, soit un indicateur de concentration d'emploi de 20,2 % et un taux d'activité parmi les 15 ans ou plus de 61,4 %.
Sur ces 342 actifs de 15 ans ou plus ayant un emploi, 45 travaillent dans la commune, soit 13 % des habitants. Pour se rendre au travail, 89,3 % des habitants utilisent un véhicule personnel ou de fonction à quatre roues, 1,8 % les transports en commun, 2,7 % s'y rendent en deux-roues, à vélo ou à pied et 6,1 % n'ont pas besoin de transport (travail au domicile).

### Activités hors agriculture

#### Secteurs d'activités
53 établissements sont implantés  à Montgaillard-Lauragais au 31 décembre 2019. Le tableau ci-dessous en détaille le nombre par secteur d'activité et compare les ratios avec ceux du département,.
| Secteur d'activité                                                                                        | Commune | Commune | Département |
| Secteur d'activité                                                                                        | Nombre  | %       | %           |
| --- | ------- | ------- | ----------- |
| Ensemble                                                                                                  | 53      | 100 %   | (100 %)     |
| Industrie manufacturière, industries extractives et autres                                                | 4       | 7,5 %   | (5,7 %)     |
| Construction                                                                                              | 12      | 22,6 %  | (12 %)      |
| Commerce de gros et de détail, transports, hébergement et restauration                                    | 10      | 18,9 %  | (25,9 %)    |
| Information et communication                                                                              | 1       | 1,9 %   | (4,1 %)     |
| Activités financières et d'assurance                                                                      | 1       | 1,9 %   | (3,8 %)     |
| Activités immobilières                                                                                    | 2       | 3,8 %   | (4,2 %)     |
| Activités spécialisées, scientifiques et techniques et activités de services administratifs et de soutien | 10      | 18,9 %  | (19,8 %)    |
| Administration publique, enseignement, santé humaine et action sociale                                    | 5       | 9,4 %   | (16,6 %)    |
| Autres activités de services                                                                              | 8       | 15,1 %  | (7,9 %)     |

Le secteur de la construction est prépondérant sur la commune puisqu'il représente 22,6 % du nombre total d'établissements de la commune (12 sur les 53 entreprises implantées  à Montgaillard-Lauragais), contre 12 % au niveau départemental.

#### Entreprises et commerces
Les quatre entreprises ayant leur siège social sur le territoire communal qui génèrent le plus de chiffre d'affaires en 2020 sont : 
- Addcom, autres enseignements (242 k€)
- Soc Exploit.etablissements Saurel, construction de maisons individuelles (79 k€)
- Lokagite, hébergement touristique et autre hébergement de courte durée (10 k€)
- Sevilla, activités des marchands de biens immobiliers (0 k€)

### Agriculture
La commune est dans le Lauragais, une petite région agricole occupant le nord-est du département de la Haute-Garonne, dont les coteaux portent des grandes cultures en sec avec une dominante blé dur et tournesol. En 2020, l'orientation technico-économique de l'agriculture  sur la commune est la culture de céréales et/ou d'oléoprotéagineuses.
|               | 1988  | 2000 | 2010 | 2020 |
| ------------- | ----- | ---- | ---- | ---- |
| Exploitations | 28    | 26   | 20   | 16   |
| SAU (ha)      | 1 056 | 950  | 822  | 872  |

Le nombre d'exploitations agricoles en activité et ayant leur siège dans la commune est passé de 28 lors du recensement agricole de 1988  à 26 en 2000 puis à 20 en 2010 et enfin à 16 en 2020, soit une baisse de 43 % en 32 ans. Le même mouvement est observé à l'échelle du département qui a perdu pendant cette période 57 % de ses exploitations,. La surface agricole utilisée sur la commune a également diminué, passant de 1 056 ha en 1988 à 872 ha en 2020. Parallèlement la surface agricole utilisée moyenne par exploitation a augmenté, passant de 38 à 55 ha.

## Culture locale et patrimoine

### Lieux et monuments
- Église paroissiale Saint-Étienne, à campenard.
- Borne milliaire romaine, très abîmée, faite à partir d'un fût de colonne romaine réemployé, puis elle-même réemployée pour servir de support à une croix de fer. Elle est dressée sur la place de la Garrigue, au bout de la rue de la Pierre Milliaire, à côté du parking de l'école. Provenant très probablement de la voie d'Aquitaine, entre Narbonne et Toulouse, Michel Labrousse a réussi à y déchiffrer le nom de l'empereur des Gaules Tétricus (271-274)[45]. Elle est classée monument historique au titre objet depuis 1915[46].

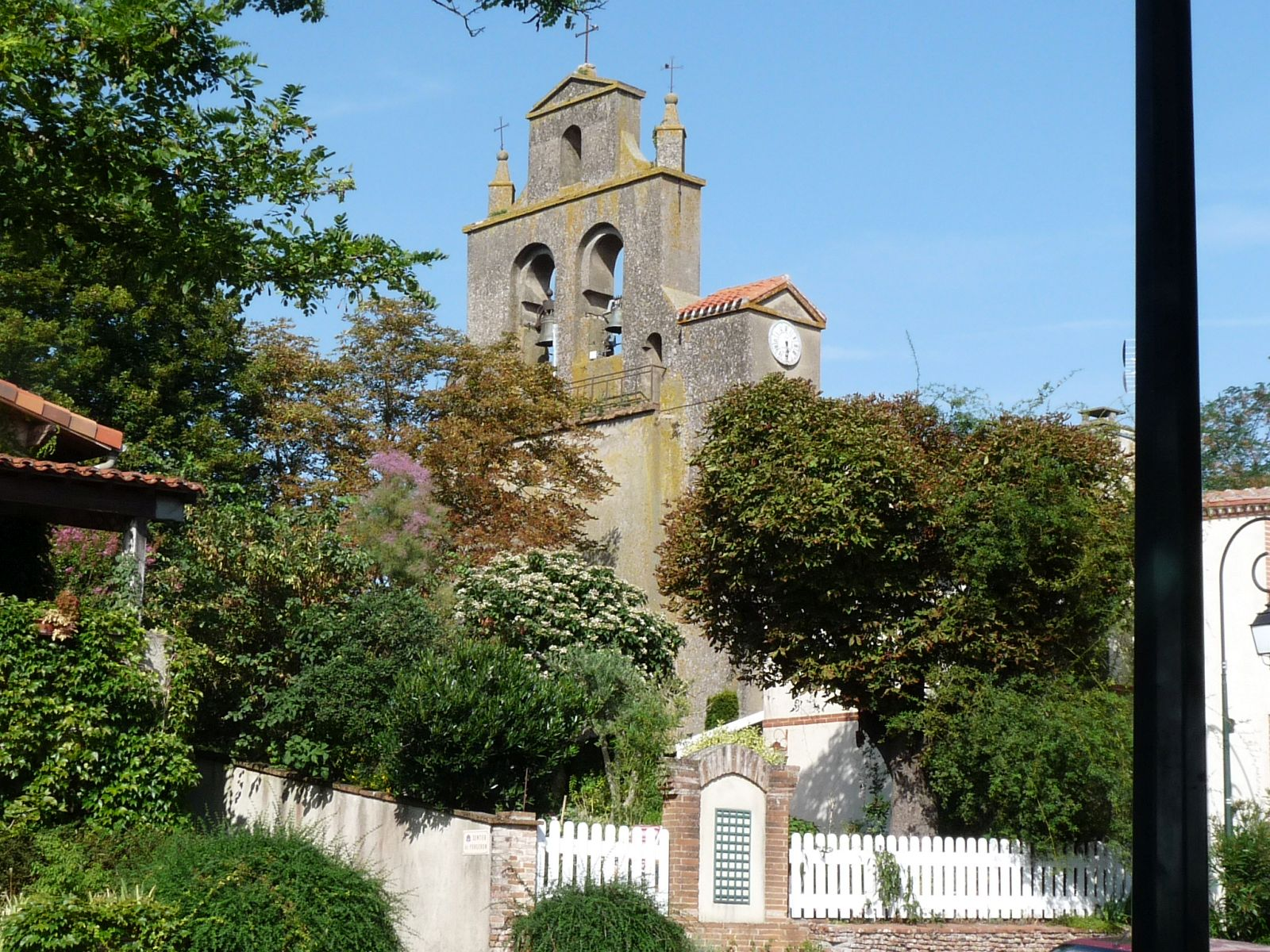
L'église Saint-Étienne.
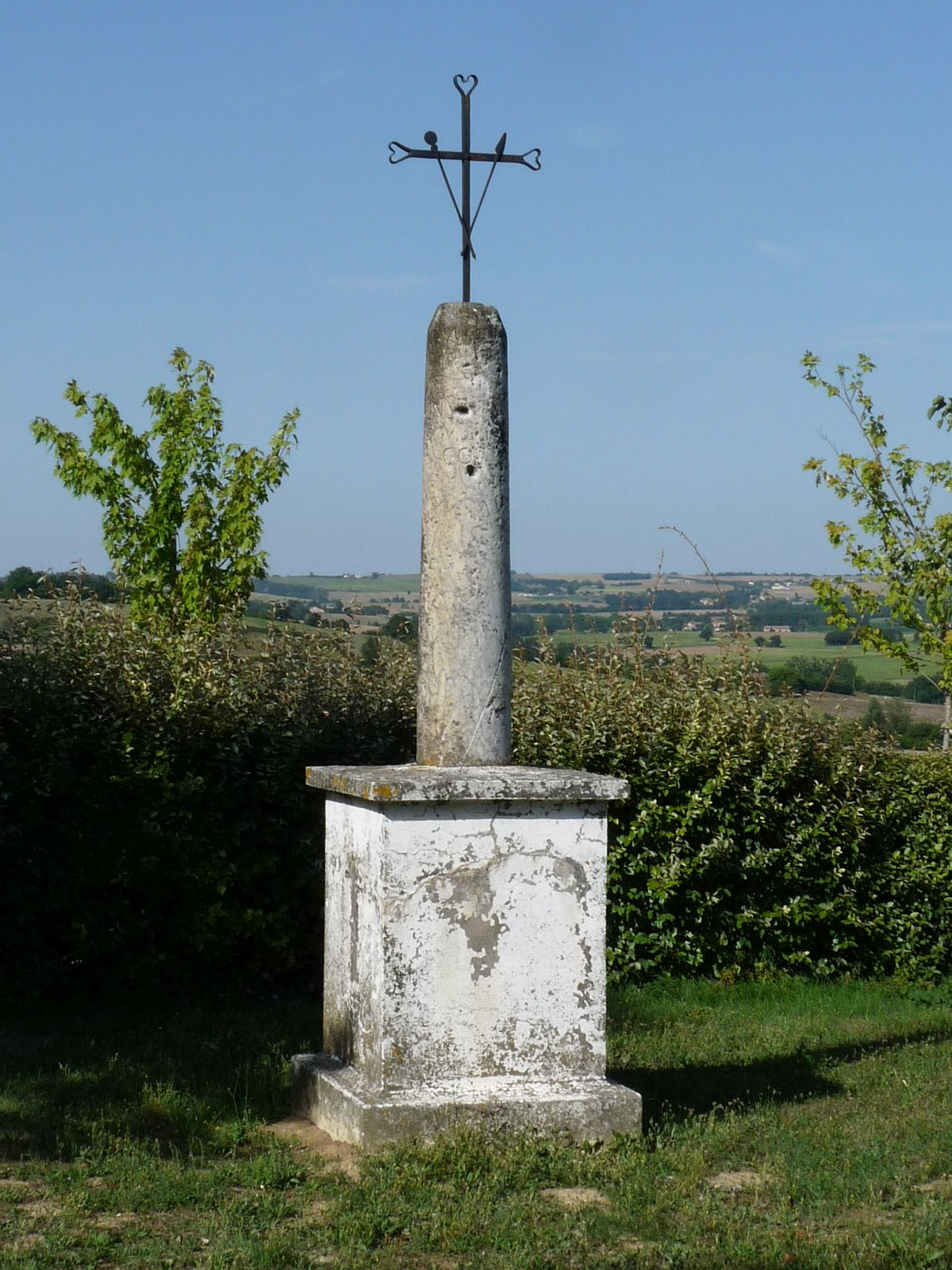
Croix plantée sur une borne.
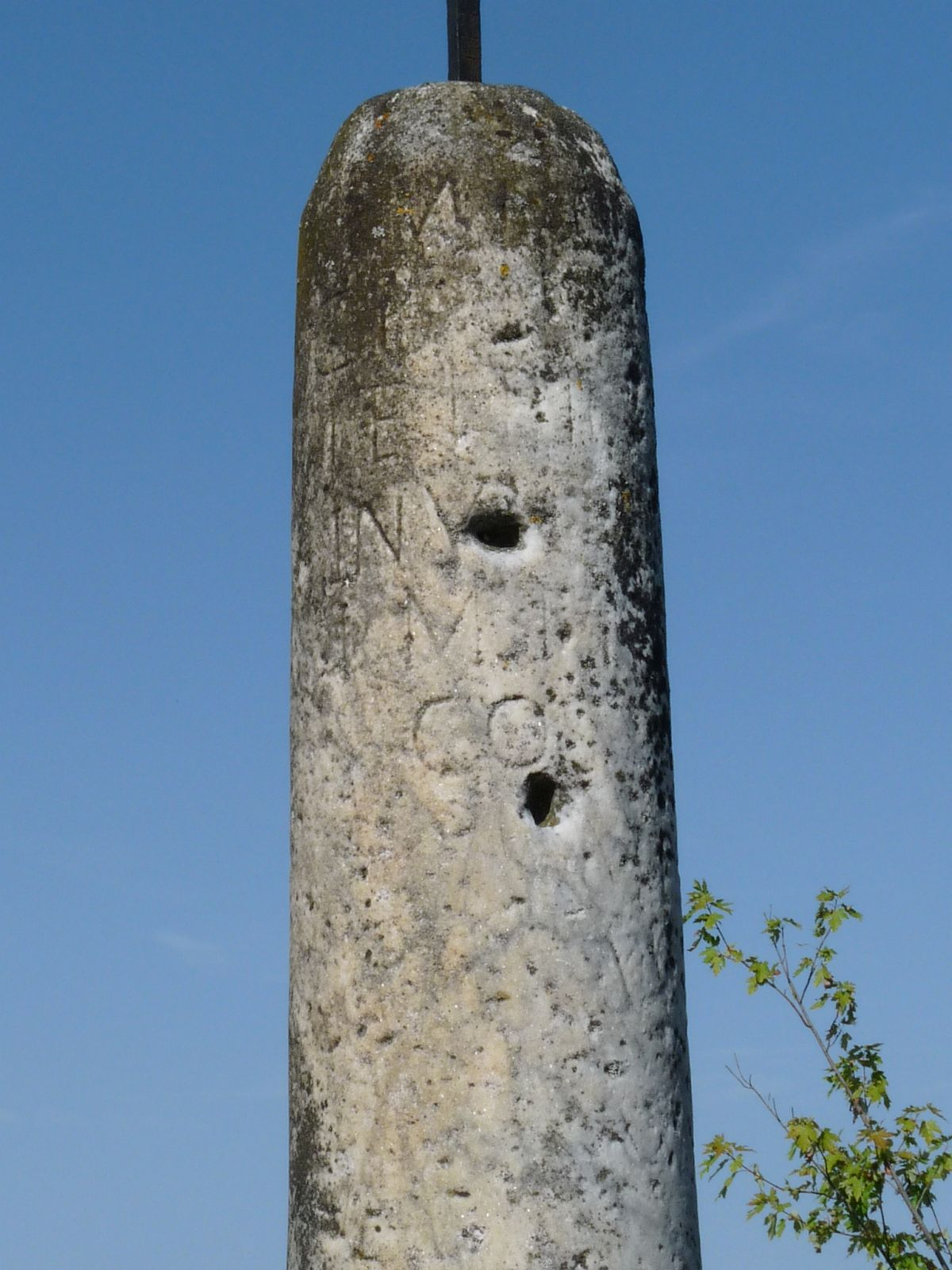
Détail du milliaire.
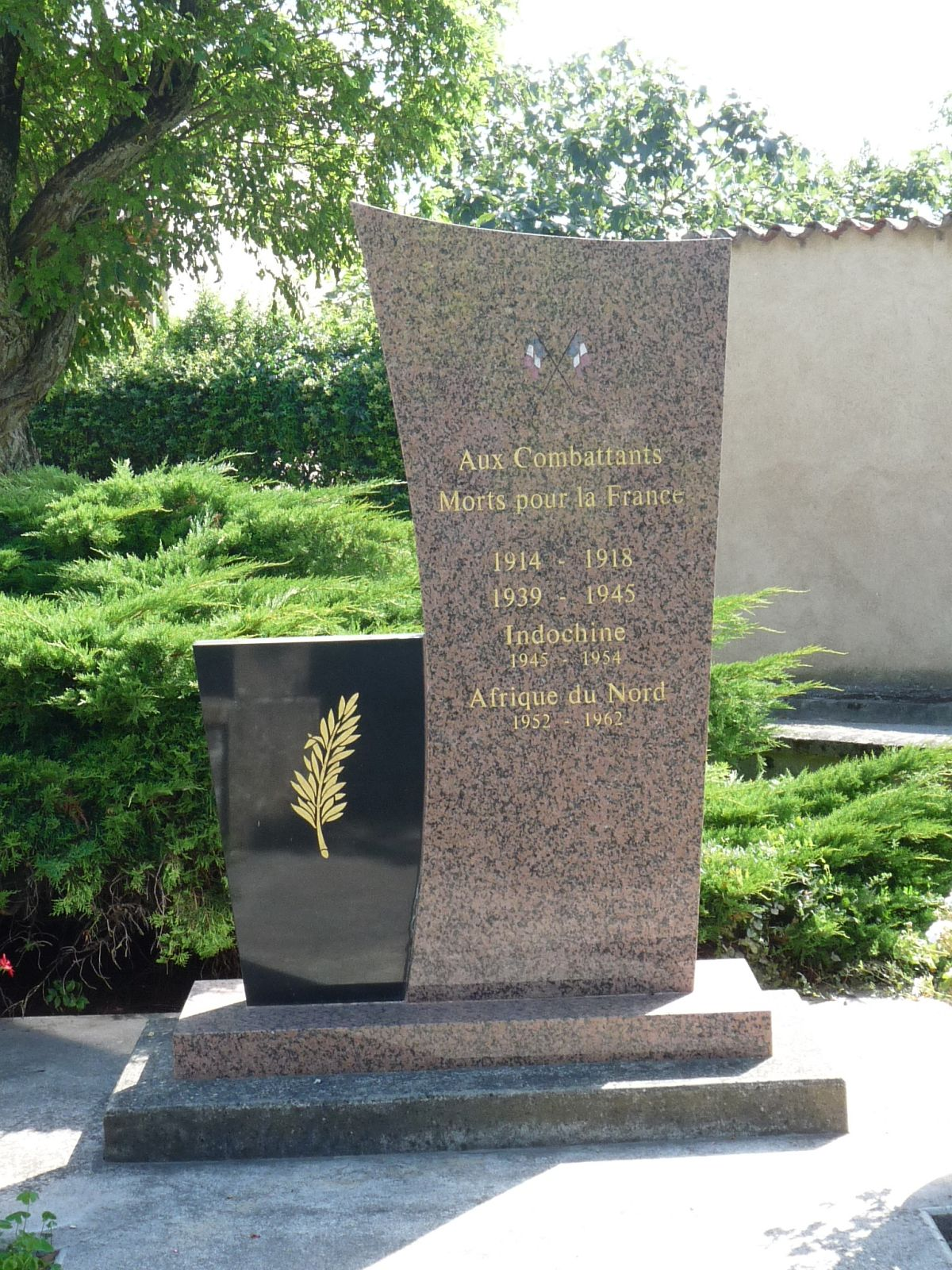
Monument aux morts.
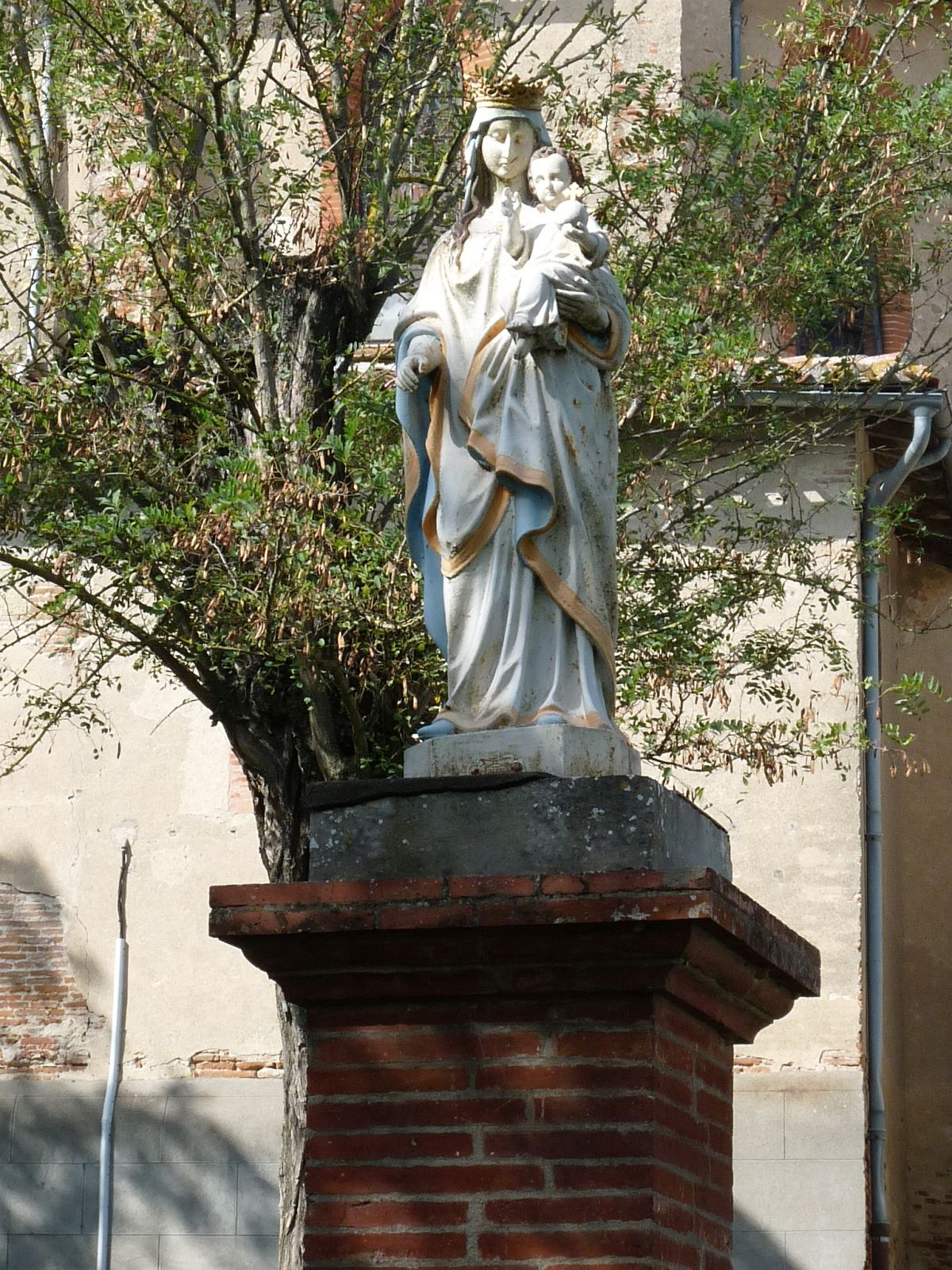
Statue de la Vierge.
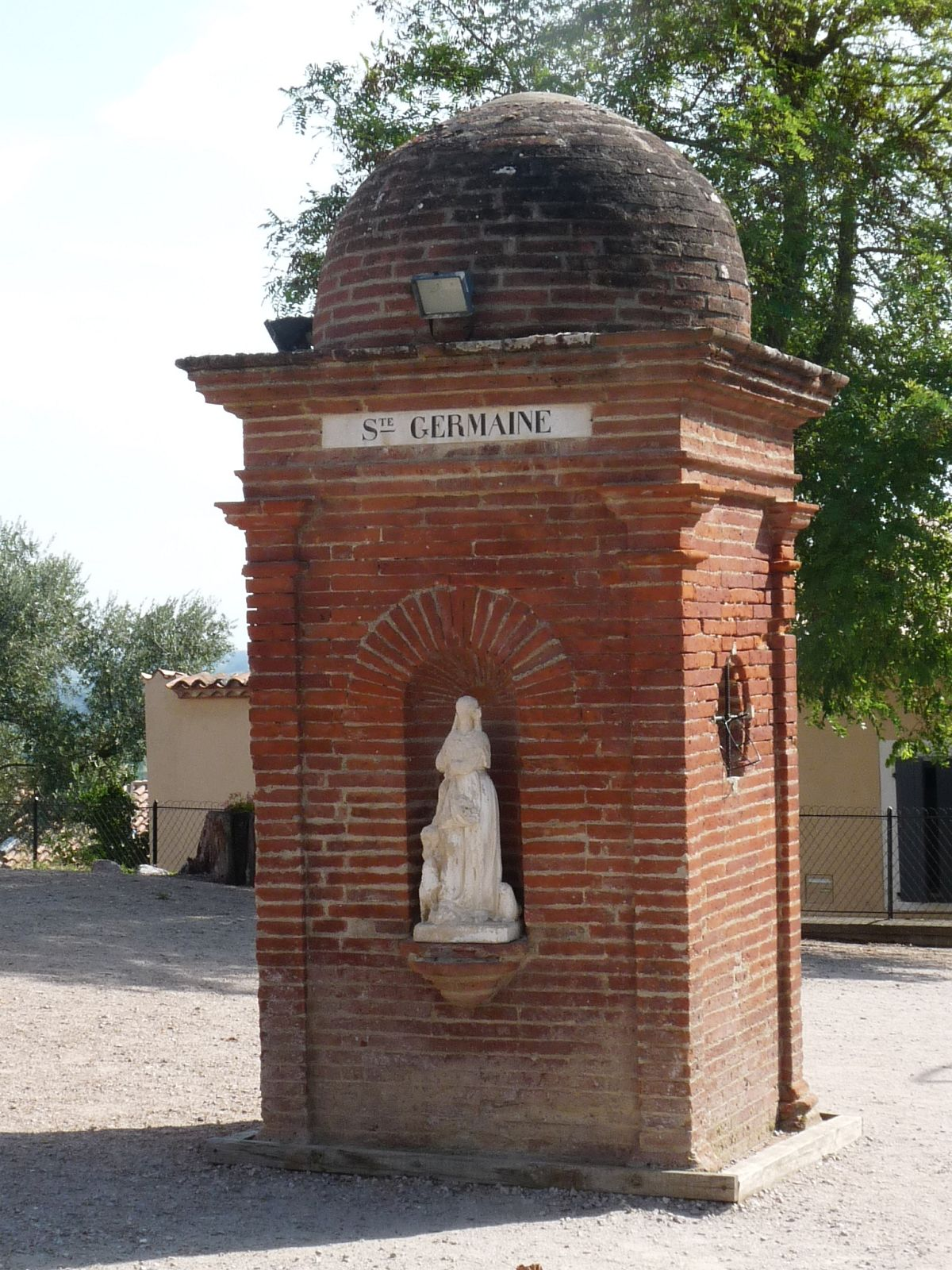
Fontaine Sainte-Germaine.

### Personnalités liées à la commune
- Jean Gabriel Maurice Rocques, comte de Montgaillard (1761-1841)
- Jean Baylet (1904-1959), journaliste français mort à Montgaillard
- Jean-Claude Dinguirard (1940-1983), né à Montgaillard, linguiste[47]

### Héraldique
| Blason de Montgaillard-Lauragais | Blason  | D'azur au coq d'argent sur un mont de sable; au chef de gueules semé de fleurs de lis d'argent. |
| Blason de Montgaillard-Lauragais | Détails | Le statut officiel du blason reste à déterminer.                                                |

## Pour approfondir